# Johana Viveros
Johana Viveros Mondragon (Cali, 3 april 1994) is een Colombiaans inline-skater en shorttrackster.
Viveros begon op tienjarige leeftijd met schaatsen.
In 2014 behaalt Viveros tweemaal goud op de Wereldkampioenschappen inline-skaten 2014, een op de piste en een op de weg. 
Op de Wereldspelen van 2017 haalde Viveros een gouden medaille op het onderdeel 20km afvalrace, en een bronzen medaille op de 10km puntenkoers. 

## Records

### Persoonlijke records[4]
| Afstand    | Tijd    | Datum         | Baan           |
| ---------- | ------- | ------------- | -------------- |
| 500 meter  | 47,10   | 13 maart 2016 | Salt Lake City |
| 1000 meter | 1.34,97 | 13 maart 2016 | Salt Lake City |
| 1500 meter | 2.17,34 | 13 maart 2016 | Salt Lake City |
| 3000 meter | 4.48,44 | 12 maart 2016 | Salt Lake City |